# Joe Kelly (automobilista)
Joseph Michael Kelly (Dublin, 13 de março de 1913 – Neston, 28 de novembro de 1993) foi um automobilista irlandês que participou dos Grandes Prêmios da Inglaterra de Fórmula 1 em 1950 e 1951.